# Jean-Eugène-Charles Cosson
Jean-Eugène-Charles Cosson, francoski general, * 1888, † 1966.